# Gévrise Émane
Gévrise Émane (Yaoundé, Camerun, 27 de juliol de 1982) és una esportista francesa que competeix en judo.
Va participar en els Jocs Olímpics de Londres 2012, obtenint una medalla de bronze en la categoria de –63 kg.
Ha guanyat 5 medalles al Campionat Mundial de Judo entre els anys 2005 i 2015, i 6 medalles al Campionat Europeu de Judo entre els anys 2006 i 2016.

## Palmarès internacional
| Jocs Olímpics     | Jocs Olímpics            | Jocs Olímpics | Jocs Olímpics |
| Any               | Lloc                     | Medalla       | Categoria     |
| ----------------- | ------------------------ | ------------- | ------------- |
| 2012              | Londres ( Regne Unit)    | 3             | –63 kg        |
| Campionat Mundial |                          |               |               |
| Any               | Lloc                     | Medalla       | Categoria     |
| 2005              | el Caire ( Egipte)       | 2             | –70 kg        |
| 2007              | Rio de Janeiro ( Brasil) | 1             | –70 kg        |
| 2011              | París ( França)          | 1             | –63 kg        |
| 2013              | Rio de Janeiro ( Brasil) | 3             | –63 kg        |
| 2015              | Astanà ( Kazakhstan)     | 1             | –70 kg        |
| Campionat Europeu |                          |               |               |
| Any               | Lloc                     | Medalla       | Categoria     |
| 2006              | Tampere ( Finlàndia)     | 1             | –70 kg        |
| 2007              | Belgrad ( Sèrbia)        | 1             | –70 kg        |
| 2008              | Lisboa ( Perú)           | 3             | –70 kg        |
| 2011              | Istanbul ( Turquia)      | 1             | –63 kg        |
| 2012              | Txeliàbinsk ( Rússia)    | 1             | –63 kg        |
| 2016              | Kazan ( Rússia)          | 1             | –70 kg        |